# ایکیزجه (کاهتا)
ایکیزجه {{ترکی|İkizce) (به کردی: Tomaq) یک منطقهٔ مسکونی کردنشین در ترکیه است که در کاهتا واقع شده‌است.